# دنیس نیژگورودوف
دنیس نیژگورودوف (روسی: Денис Геннадьевич Нижегородов؛ زادهٔ ۲۶ ژوئیه ۱۹۸۰) دونده پیاده‌روی سرعت اهل روسیه است.
وی در مسابقات کشوری و بین‌المللی در مجموع برندهٔ ۳ مدال طلا، ۱ مدال نقره، ۱ مدال برنز شده‌است.